# Kuřimské Jestřabí
Pour les articles homonymes, voir Jestřabí.
Kuřimské Jestřabí (en allemand : Jestrab bei Gurein) est une commune du district de Brno-Campagne, dans la région de Moravie-du-Sud, en République tchèque. Sa population s'élevait à 176 habitants en 2020.

## Géographie
Kuřimské Jestřabí se trouve à 9 km à l'ouest de Tišnov, à 28 km au nord-ouest de Brno et à 158 km au sud-est de Prague.
La commune est limitée par Kuřimská Nová Ves à l'ouest et au nord-ouest, par Řikonín au nord, par Újezd u Tišnova au nord-est, par Dolní Loučky à l'est, et par Deblín au sud-est et au sud.

## Histoire
La première mention écrite de la localité date de 1390.